# 이정희 (종교인)
이정희(李貞喜, 1799년 ~ 1839년 9월 3일)는 조선의 천주교 박해 때에 순교한 한국 천주교의 103위 성인 중에 한 사람이다. 세례명은 바르바라(Barbara)이다.
이정희는 허계임 막달레나의 딸이며 이영희 막달레나의 언니이며 이 바르바라의 고모이다. 그녀는 순교자 집안의 일원이다.

## 생애
이정희는 1799년 경기도 시흥군 봉천리에서 태어났다. 그녀는 젊었을 때, 비범한 신앙심과 강한 의지를 보여주었다. 그녀의 아버지가 그녀를 한 이교도 남성과 결혼시키려 했지만, 그녀는 그것을 거부했다. 그녀는 다리가 약해진 병에 걸린 척을 하며 삼 년 간을 바닥에서 앉은뱅이로 지냈다. 그 혼처의 남성은 기다리다 치쳐 다른 여성과 결혼했다. 그 후 이정희는 천주교 교우 남성과 결혼했다. 결혼 2년 만에 그녀는 남편을 여의고 친정으로 돌아왔다. 그리고 그녀는 한양으로 올라가 고모 이매임 테레사의 집에서 살았다. 그녀의 동생 이영희 막달레나도 그 집으로 들어와 같이 살았다.
1839년 기해년에 박해가 일어나자, 이정희는 어머니 허계임과 고모 이매임, 동생 이영희, 조카 이 바르바라 그리고 동료 김성임과 김 루치아와 함께 순교를 결심하고 남명혁의 집을 경계하던 포졸에게 자수하여 체포 되었다. 그들은 모두 포도청과 형조에서 혹독한 형벌과 격심한 고문을 용감히 견녀냈다. 《승정원일기》에 따르면, 이정희는 1839년 9월 3일에 서소문 밖으로 끌려나가 다섯 명의 교우와 함께 참수되었다고 한다. 그녀가 하느님을 위하여 자신의 목을 내놓았을 때의 나이 41세였다.

## 시복 · 시성
이정희 바르바라는 1925년 7월 5일에 로마 성 베드로 광장에서 교황 비오 11세가 집전한 79위 시복식을 통해 복자 품에 올랐고, 1984년 5월 6일에 서울특별시 여의도에서 한국 천주교 창립 200주년을 기념하여 방한한 교황 요한 바오로 2세가 집전한 미사 중 이뤄진 103위 시성식을 통해 성인 품에 올랐다.

## 참고 문헌
- (영어) Catholic Bishop's Conference Of Korea. 103 Martryr Saints: 이정희 바르바라 Barbara Yi Chong-hui 보관됨 2014-10-07 - 웨이백 머신